# Béni Khalled
Béni Khalled (arabe : بني خلاد) est une ville tunisienne située à l'ouest du cap Bon, à proximité de Menzel Bouzelfa.

## Géographie
Située dans la région du cap Bon, qui constitue une péninsule s'enfonçant dans la mer Méditerranée, Béni Khalled est située au nord de Nabeul, non loin de la ville de Menzel Bouzelfa.
Rattachée au gouvernorat de Nabeul, elle constitue une municipalité instituée par le décret n°213 du 12 septembre 1958. Celle-ci compte une population de 15 463 habitants en 2014.
La ville accueille un hôpital et une maison des jeunes.

## Climat
Béni Khalled possède un climat méditerranéen tempéré, avec un été chaud et sec, selon la classification de Köppen-Geiger, et des précipitations plus importantes en hiver. Au cours de l'année, la température moyenne est de 17,7 °C, variant généralement entre 10 °C et 26 °C, avec un minimum autour de 5 °C et un maximum autour de 33 °C.
Les précipitations atteignent une moyenne de 400 millimètres. La ville est toutefois victime d'inondations en octobre 2018.

## Économie
L'activité économique principale de la ville de Béni Khalled et de ses environs est l'agriculture et plus précisément les agrumes : Béni Khalled figure en effet parmi les principaux centres de production du pays.

## Culture et patrimoine
La ville est connue pour ses festivals locaux, comme le Festival du printemps (34e édition en 2017) et le Festival de l'orange d'or dont la première édition se tient du 14 au 28 mars 2015.

## Associations
L'Association de sauvegarde de Béni Khalled est fondée en 2014 et présidée par Leila Ben Gacem. En tant qu'association de la société civile locale, elle cherche à rassembler le patrimoine matériel et immatériel lié au passé de Béni Khalled afin de le valoriser et d'en tenir compte dans les projets de développement.
La ville accueille également une section de l'Union tunisienne d'aide aux insuffisants mentaux.
Par ailleurs, l'Étoile sportive de Béni Khalled, club de football local, est active depuis 1946.

## Personnalités
Parmi les personnalités originaires de Béni Khalled, on peut citer l'homme politique Amor Chachia.